# Hayde Bluegrass Orchestra
Das Hayde Bluegrass Orchestra (kurz: HBO) ist ein norwegisches Bluegrass-Ensemble aus Oslo.

## Geschichte
Gegründet wurde das Hayde Bluegrass Orchestra 2012 von Rebekka Nilsson und Joakim Borgen, die sich als Schauspielschüler kennenlernten. Inspiriert wurden sie durch die Filmmusik in dem Filmdrama The Broken Circle von Johan Heldenbergh. Ihr Stil verbindet Elemente traditioneller norwegischer Musik mit dem nordamerikanischen Bluegrass. Ungewöhnlich ist die Einbindung eines Akkordeons in den Klangkörper der Band. 2015 hatten sie einen Auftritt in den Niederlanden und 2017 in Irland. In ihrem Debüt-Album Migrants nehmen sie die Geschichte der Auswanderungsbewegung aus Norwegen als tragendes Element auf.
Joakim Borgen verließ die Band 2024.

## Diskografie
Alben
- 2021: Migrants
- 2023: The Broken Circle Sessions

Singles
- 2017: Wayfaring Stranger
- 2020: Take Me Away
- 2022: All I Have To Do Is Dream (from the Netflix Series "Lost Ollie")